# قرار مجلس الأمن التابع للأمم المتحدة رقم 1285
قرار مجلس الأمن التابع للأمم المتحدة رقم 1285 ، الذي اعتمد بالإجماع في 13 يناير 2000 ، بعد أن أشار إلى قرارات سابقة بشأن كرواتيا ، بما فيها القرارات 779 (1992) و 981 (1995) و 1147 (1998) و 1183 (1998) و 1222 (1999) و 1252 (1999) ، أذن المجلس لبعثة الأمم المتحدة للمراقبين في بريفلاكا بمواصلة رصد عملية نزع السلاح في منطقة شبه جزيرة بريفلاكا في كرواتيا حتى 15 يوليو 2000. كان القرار الأول لعام 2000.

## وصلات خارجية
- نص القرار في undocs.org